# Gâteau au beurre
Un gâteau au beurre est un gâteau dont l'un des principaux ingrédients est le beurre. Le gâteau au beurre est préparé avec des ingrédients de base : beurre, sucre, œufs, farine et levures tels que la levure chimique ou le bicarbonate de soude. Le gâteau au beurre est considéré comme l'une des quintessences de la pâtisserie américaine. Le gâteau au beurre est issu du quatre-quarts anglais, qui utilisait traditionnellement des quantités égales de beurre, de farine, de sucre et d'œufs pour préparer un gâteau lourd et calorique.